# Antonio González Sánchez
Antonio González Sánchez (ur. 15 września 1947 w Amatlán de Jora) – meksykański duchowny rzymskokatolicki, w latach 1995–2021 biskup Ciudad Victoria.